# 밀양 표충사 양국대장 사령 깃발
밀양 표충사 양국대장 사령 깃발(密陽 表忠寺 兩國大將 司令 깃발)은 대한민국 경상남도 밀양시 단장면 구천리 표충사에 있는, 임진왜란이 끝난후 1604년 사명대사가 일본과의 평화를 논의하기 위하여, 일본에 갈 때 선조가 하사한 길이 210cm의 깃발이다. 
1990년 1월 16일 경상남도의 유형문화재 제270호 양국대장사령깃발로 지정되었다가, 2018년 12월 20일 현재의 명칭으로 변경되었다.

## 개요
임진왜란이 끝난후 1604년 사명대사가 일본과의 평화를 논의하기 위하여, 일본에 갈 때 선조가 하사한 길이 210cm의 깃발이다.
사령기는 군대의 각 진영의 장군이 휘하군대를 지휘하는 데 쓰던 것으로, 이름에 따라 지휘관의 신분이 달라진다. 이 사령기는 기발 아래 끝에 옷고름 비슷한 오색비단으로 띠를 달고, 장식도 달았다는 기록이 남아 있다. 깃발에는 '사대선교행 이조판서 대광보국숭록대부 영의정 양국대장 사명당현제군 사령(賜大禪敎行 吏曺判書 大匡輔國崇錄大夫 領議政 兩國大將 四溟當鉉諸軍 司令)'이라고 적혀 있다.
현재 오랜 세월에 훼손이 심한 상태로 보존에 문제가 있어, 약품처리 하여 큰 액자에(액자크기 229×94cm)에 표구하여 관리하고 있다.

## 참고 문헌
- 밀양 표충사 양국대장 사령 깃발 - 국가유산청 국가유산포털